# Ubstadt-Weiher
Ubstadt-Weiher är en kommun i Landkreis Karlsruhe i regionen Mittlerer Oberrhein i Regierungsbezirk Karlsruhe i förbundslandet Baden-Württemberg i Tyskland.
Kommunen bildades 1 april 1970 genom en sammanslagning av kommunerna Ubstadt och Weiher und Ubstadt. Stettfeld uppgick i kommunen 1 september 1971 och Zeutern 1 januari 1972.